# Женщина-паук (мультсериал)
«Женщина-паук» (англ. Spider-Woman) — американский мультсериал, основанный на комиксах издательства Marvel Comics о Джессике Дрю / «Женщине-пауке» и созданный студиями DePatie-Freleng Enterprises и Marvel Comics Animation (обе принадлежат Marvel Entertainment). «Женщина-паук» является первым мультсериалом, посвящённым супергероине Marvel Comics. Джессику Дрю озвучила американская актриса и телеведущая Джоан Ван Арк.
«Женщина-паук» выходила примерно в то же время, что и супергеройский мультсериал «Женщина в паутине» от компании Filmation; Marvel выпустила мультсериал о Джессике Дрю, чтобы защитить авторские права на героиню. Мультсериал транслировался с 22 сентября 1979 года по 5 января 1980 года на канале ABC. Он завершился после первого сезона и 16 серий.

## Синопсис
В детстве Джессику Дрю укусил ядовитый паук; её отец, доктор Алекс Дрю, спас жизнь дочери, введя девочке экспериментальную «паучью сыворотку», которая наделила её сверхчеловеческими способностями. Повзрослев, Джессика стала редактором журнала «Справедливость», где начала работать с двумя другими сотрудниками: трусливым и хвастливым фотографом Джеффом Хантом, который считает себя сообразительным и находчивым борцом с преступностью, но никто не разделяет его мнение; и Билли, племянником Джессики. В проблемных ситуациях Джессика перевоплощается в своё альтер эго Женщину-паука.— Television Cartoon Shows: An Illustrated Encyclopedia

## Эпизоды
| №  | Название                             | Дата премьеры         |
| -- | ------------------------------------ | --------------------- |
| 1  | «Пирамиды страха»                    | 22 сентября 1979 года |
| 2  | «Женщина-паук в королевстве тьмы»    | 29 сентября 1979 года |
| 3  | «Амазонское приключение»             | 6 октября 1979 года   |
| 4  | «Женщина-паук и привидения викингов» | 13 октября 1979 года  |
| 5  | «Кингпин снова наносит удар»         | 20 октября 1979 года  |
| 6  | «Затерянный континент»               | 27 октября 1979 года  |
| 7  | «Паук из Конго»                      | 3 ноября 1979 года    |
| 8  | «Игры судьбы»                        | 10 ноября 1979 года   |
| 9  | «В шаттле к катастрофе»              | 17 ноября 1979 года   |
| 10 | «Месть Дракулы»                      | 24 ноября 1979 года   |
| 11 | «Женщина-паук и муха»                | 1 декабря 1979 года   |
| 12 | «Вторжение чёрной дыры»              | 8 декабря 1979 года   |
| 13 | «Великий Маджини»                    | 15 декабря 1979 года  |
| 14 | «Преступление во времени»            | 22 декабря 1979 года  |
| 15 | «Возвращение королевы пауков»        | 29 декабря 1979 года  |
| 16 | «Смертельный сон»                    | 5 января 1980 года    |

## Издания
С 12 ноября 2019 года все 16 серий «Женщины-паук» доступны для просмотра на стриминговом сервисе Disney+.

## Восприятие
Looper назвал «Женщину-паук» «нелепым» мультсериалом, который соответствует духу шоу 1970-х годов. 